# Rally van Argentinië 2011
De Rally van Argentinië 2011, formeel 31º Rally Argentina, was de 31e editie van de Rally van Argentinië en de zesde ronde van het wereldkampioenschap rally in 2011. Het was de 485e rally in het wereldkampioenschap rally die georganiseerd wordt door de Fédération Internationale de l'Automobile (FIA). De start en finish vond plaats in Villa Carlos Paz.

## Programma
| Etappe | Datum                          | Klassementsproeven | Competitieve afstand |
| ------ | ------------------------------ | ------------------ | -------------------- |
| 1      | Donderdag 26 en vrijdag 27 mei | 7                  | 159,46 kilometer     |
| 2      | Zaterdag 28 mei                | 8                  | 159,66 kilometer     |
| 3      | Zondag 29 mei                  | 4                  | 59,03 kilometer      |
|        |                                |                    |                      |
| Totaal | Totaal                         | 19                 | 378,15 kilometer     |

## Resultaten
| Algemene top tien | Algemene top tien | Algemene top tien        | Algemene top tien               | Algemene top tien | Algemene top tien | Algemene top tien | Algemene top tien |
| Pos.              | #                 | Rijder                   | Auto                            | Gr/kl             | Tijd              | Eerste            | Punten            |
| Pos.              | #                 | Navigator                | Inschrijving                    | C                 | Straftijd         | Vorige            | Punten            |
| ----------------- | ----------------- | ------------------------ | ------------------------------- | ----------------- | ----------------- | ----------------- | ----------------- |
| 1.                | 1                 | Sébastien Loeb           | Citroën DS3 WRC                 | WRC               | 4:03:56,9         | 0:00              | 25 + 1            |
| 1.                | 1                 | Daniel Elena             | Citroën Total WRT               | C                 | 1:00              | =                 | 25 + 1            |
| 2.                | 3                 | Mikko Hirvonen           | Ford Fiesta RS WRC              | WRC               | 4:03:59,3         | + 2,4             | 18 + 2            |
| 2.                | 3                 | Jarmo Lehtinen           | Ford Abu Dhabi World Rally Team | C                 |                   | + 2,4             | 18 + 2            |
| 3.                | 2                 | Sébastien Ogier          | Citroën DS3 WRC                 | WRC               | 4:04:04,2         | + 7,3             | 15                |
| 3.                | 2                 | Julien Ingrassia         | Citroën Total WRT               | C                 |                   | + 4,9             | 15                |
| 4.                | 11                | Petter Solberg           | Citroën DS3 WRC                 | WRC               | 4:04:29,5         | + 32,6            | 12 + 3            |
| 4.                | 11                | Chris Patterson          | Petter Solberg World Rally Team | C                 |                   | + 25,3            | 12 + 3            |
| 5.                | 6                 | Mads Østberg             | Ford Fiesta RS WRC              | WRC               | 4:09:13,7         | + 5:16,8          | 10                |
| 5.                | 6                 | Jonas Andersson          | Stobart M-Sport Ford Rally Team | C                 |                   | + 4:44,2          | 10                |
| 6.                | 7                 | Federico Villagra        | Ford Fiesta RS WRC              | WRC               | 4:10:45,4         | + 6:48,5          | 8                 |
| 6.                | 7                 | Jorge Pérez Companc      | Munchi's Ford WRT               | C                 |                   | + 1:31,7          | 8                 |
| 7.                | 4                 | Jari-Matti Latvala       | Ford Fiesta RS WRC              | WRC               | 4:15:31,4         | + 11:34,5         | 6                 |
| 7.                | 4                 | Miikka Anttila           | Ford Abu Dhabi World Rally Team | C                 | 2:10              | + 4:46,0          | 6                 |
| 8.                | 5                 | Matthew Wilson           | Ford Fiesta RS WRC              | WRC               | 4:17:29,6         | + 13:32,7         | 4                 |
| 8.                | 5                 | Scott Martin             | Stobart M-Sport Ford Rally Team | C                 |                   | + 1:58,2          | 4                 |
| 9.                | 38                | Hayden Paddon            | Subaru Impreza STi              | 3                 | 4:29:40,7         | + 25:43,8         | 2                 |
| 9.                | 38                | John Kennard             | Hayden Paddon                   | 3                 | 0:10              | + 12:11,1         | 2                 |
| 10.               | 21                | Patrik Flodin            | Subaru Impreza STi              | 3                 | 4:37:31,1         | + 33:34,2         | 1                 |
| 10.               | 21                | Maria Andersson          | Uspenskiy Rally Tecnica         | 3                 | 0:40              | + 7:50,4          | 1                 |
| DNF top tien      |                   |                          |                                 |                   |                   |                   |                   |
| Pos.              | #                 | Rijder                   | Auto                            | Gr/kl             | KP                | Reden             | Reden             |
| Pos.              | #                 | Navigator                | Inschrijving                    | C                 | KP                | Reden             | Reden             |
| DNF               | 12                | Daniel Oliveira          | Mini John Cooper Works WRC      | WRC               | 8                 | Mechanisch        | Mechanisch        |
| DNF               | 12                | Carlos Magalhães         | Brazil World Rally Team         | C                 | 8                 | Mechanisch        | Mechanisch        |
| DNF               | 14                | Peter van Merksteijn jr. | Citroën DS3 WRC                 | WRC               | 6                 | Mechanisch        | Mechanisch        |
| DNF               | 14                | Eddy Chevaillier         | Van Merksteijn Motorsport       | C                 | 6                 | Mechanisch        | Mechanisch        |
| DNF               | 49                | Javier Alejandro Levy    | Mitsubishi Lancer Evo IX        | 3                 | 11                | Mechanisch        | Mechanisch        |
| DNF               | 49                | Federico Diego Levy      | Javier Alejandro Levy           | 3                 | 11                | Mechanisch        | Mechanisch        |
| DNF               | 52                | Armin Kremer             | Mitsubishi Lancer Evo X         | 3                 | 16                | Onbekend          | Onbekend          |
| DNF               | 52                | Klaus Wicha              | Armin Kremer                    | 3                 | 16                | Onbekend          | Onbekend          |
| DNF               | 73                | Carlos Castro            | Renault Clio                    | 8                 | 16                | Onbekend          | Onbekend          |
| DNF               | 73                | Pablo Núñez              | Carlos Castro                   | 8                 | 16                | Onbekend          | Onbekend          |
| DNF               | 77                | Pablo Sinito             | Peugeot 206                     | 9                 | 16                | Onbekend          | Onbekend          |
| DNF               | 77                | Marcelo Der Ohennesian   | Pablo Sinito                    | 9                 | 16                | Onbekend          | Onbekend          |

| SWRC top drie | SWRC top drie   | SWRC top drie |
| Pos.          | Rijder          | Pnt.          |
| ------------- | --------------- | ------------- |
| 1             | Hayden Paddon   | 25            |
| 2             | Patrik Flodin   | 18            |
| 3             | Dimitri Tagirov | 15            |

## Statistieken

#### Klassementsproeven
| Etappe | Datum  | KP | Starttijd | Naam                                      | Lengte   | Snelste rijder     | Tijd    | Gem. snelheid | Rallyleider        |
| ------ | ------ | -- | --------- | ----------------------------------------- | -------- | ------------------ | ------- | ------------- | ------------------ |
| 1      | 26 mei | 1  | 15:05     | Super Especial Carlos Paz 1               | 3,02 km  | Sébastien Loeb     | 2:25,9  | 74,52 km/u    | Sébastien Loeb     |
| 1      | 27 mei | 2  | 9:36      | El Mirador - San Lorenzo 1                | 18,23 km | Jari-Matti Latvala | 10:27,0 | 104,67 km/u   | Jari-Matti Latvala |
| 1      | 27 mei | 3  | 10:08     | Mina Clavero - Giulio Cesare 1            | 22,67 km | Jari-Matti Latvala | 19:42,5 | 69,02 km/u    | Jari-Matti Latvala |
| 1      | 27 mei | 4  | 11:01     | El Condor - Cuesta Blanca 1               | 37,32 km | Jari-Matti Latvala | 23:18,9 | 96,04 km/u    | Jari-Matti Latvala |
| 1      | 27 mei | 5  | 15:17     | El Mirador - San Lorenzo 2                | 18,23 km | Jari-Matti Latvala | 10:19,0 | 106,02 km/u   | Jari-Matti Latvala |
| 1      | 27 mei | 6  | 15:49     | Mina Clavero - Giulio Cesare 2            | 22,67 km | Petter Solberg     | 19:21,7 | 70,25 km/u    | Jari-Matti Latvala |
| 1      | 27 mei | 7  | 16:42     | El Condor - Cuesta Blanca 2               | 37,32 km | Sébastien Loeb     | 23:19,4 | 96,01 km/u    | Jari-Matti Latvala |
|        |        |    |           |                                           |          |                    |         |               | Jari-Matti Latvala |
| 2      | 28 mei | 8  | 8:13      | Las Jarillas - Falda del Carmen 1         | 21,57 km | Sébastien Ogier    | 12:21,3 | 104,75 km/u   | Jari-Matti Latvala |
| 2      | 28 mei | 9  | 9:46      | Las Bajadas - Villa del Dique 1           | 16,57 km | Sébastien Loeb     | 9:04,1  | 109,63 km/u   | Jari-Matti Latvala |
| 2      | 28 mei | 10 | 10:32     | Amboy - Santa Monica 1                    | 20,33 km | Sébastien Loeb     | 10:38,0 | 114,71 km/u   | Jari-Matti Latvala |
| 2      | 28 mei | 11 | 11:13     | Santa Rosa - San Agustin 1                | 21,36 km | Sébastien Loeb     | 13:06,2 | 97,81 km/u    | Jari-Matti Latvala |
| 2      | 28 mei | 12 | 14:08     | Las Jarillas - Falda del Carmen 2         | 21,57 km | Sébastien Ogier    | 12:21,6 | 104,71 km/u   | Jari-Matti Latvala |
| 2      | 28 mei | 13 | 15:41     | Las Bajadas - Villa del Dique 2           | 16,57 km | Sébastien Ogier    | 9:00,7  | 110,32 km/u   | Sébastien Ogier    |
| 2      | 28 mei | 14 | 16:27     | Amboy - Santa Monica 2                    | 20,33 km | Sébastien Loeb     | 10:32,7 | 115,68 km/u   | Sébastien Ogier    |
| 2      | 28 mei | 15 | 17:08     | Santa Rosa - San Agustin 2                | 21,36 km | Sébastien Loeb     | 12:59,3 | 98,67 km/u    | Sébastien Ogier    |
|        |        |    |           |                                           |          |                    |         |               | Sébastien Ogier    |
| 3      | 29 mei | 16 | 8:09      | Ascochinga - Agua de Oro                  | 48,21 km | Sébastien Loeb     | 35:53,7 | 80,59 km/u    | Sébastien Ogier    |
| 3      | 29 mei | 17 | 10:27     | Cabalango - Villa Garcia                  | 3,90 km  | Jari-Matti Latvala | 2:22,2  | 98,73 km/u    | Sébastien Ogier    |
| 3      | 29 mei | 18 | 11:38     | Super Especial Carlos Paz 2               | 3,02 km  | Petter Solberg     | 2:25,5  | 74,72 km/u    | Sébastien Ogier    |
| 3      | 29 mei | 19 | 12:10     | Cabalango - Villa Garcia Power Stage (PS) | 3,90 km  | Petter Solberg     | 2:20,1  | 100,21 km/u   | Sébastien Loeb     |

| KP overwinningen   | KP overwinningen |
| Rijder             | Aantal           |
| ------------------ | ---------------- |
| Sébastien Loeb     | 8                |
| Jari-Matti Latvala | 5                |
| Sébastien Ogier    | 3                |
| Petter Solberg     | 3                |

#### Power Stage
- Extra punten werden verdeeld voor de drie beste tijden over de 3,90 kilometer lange Power Stage aan het einde van de rally.

| Pos. | Rijder         | Tijd   | Verschil | Gem. snelheid | Punten |
| ---- | -------------- | ------ | -------- | ------------- | ------ |
| 1.   | Petter Solberg | 2:20,1 | =        | 100,21 km/u   | 3      |
| 2.   | Mikko Hirvonen | 2:20,6 | + 0,5    | 99,86 km/u    | 2      |
| 3.   | Sébastien Loeb | 2:20,6 | + 0,5    | 99,86 km/u    | 1      |

## Kampioenschap standen

#### Rijders
|   | Pos. | Rijder             | Pnt. |
| - | ---- | ------------------ | ---- |
| = | 1    | Sébastien Loeb     | 126  |
| = | 2    | Mikko Hirvonen     | 113  |
| = | 3    | Sébastien Ogier    | 96   |
| = | 4    | Jari-Matti Latvala | 74   |
| = | 5    | Petter Solberg     | 61   |

#### Constructeurs
|   | Pos. | Constructeur                    | Pnt. |
| - | ---- | ------------------------------- | ---- |
| = | 1    | Citroën Total WRT               | 207  |
| = | 2    | Ford Abu Dhabi World Rally Team | 174  |
| = | 3    | Stobart M-Sport Ford Rally Team | 75   |
| = | 4    | Petter Solberg World Rally Team | 49   |
| = | 5    | Munchi's Ford WRT               | 32   |

- Noot: Enkel de top 5-posities worden in beide standen weergegeven.